# Дуня
Ду́ня (болг. Дуня) — село в Смолянській області Болгарії. Входить до складу общини Неделино.

## Населення
За даними перепису населення 2011 року у селі проживали 49 осіб, з них 41 особа (97,6%) — болгари.
Розподіл населення за віком у 2011 році:
Динаміка населення: